# Vesterålen

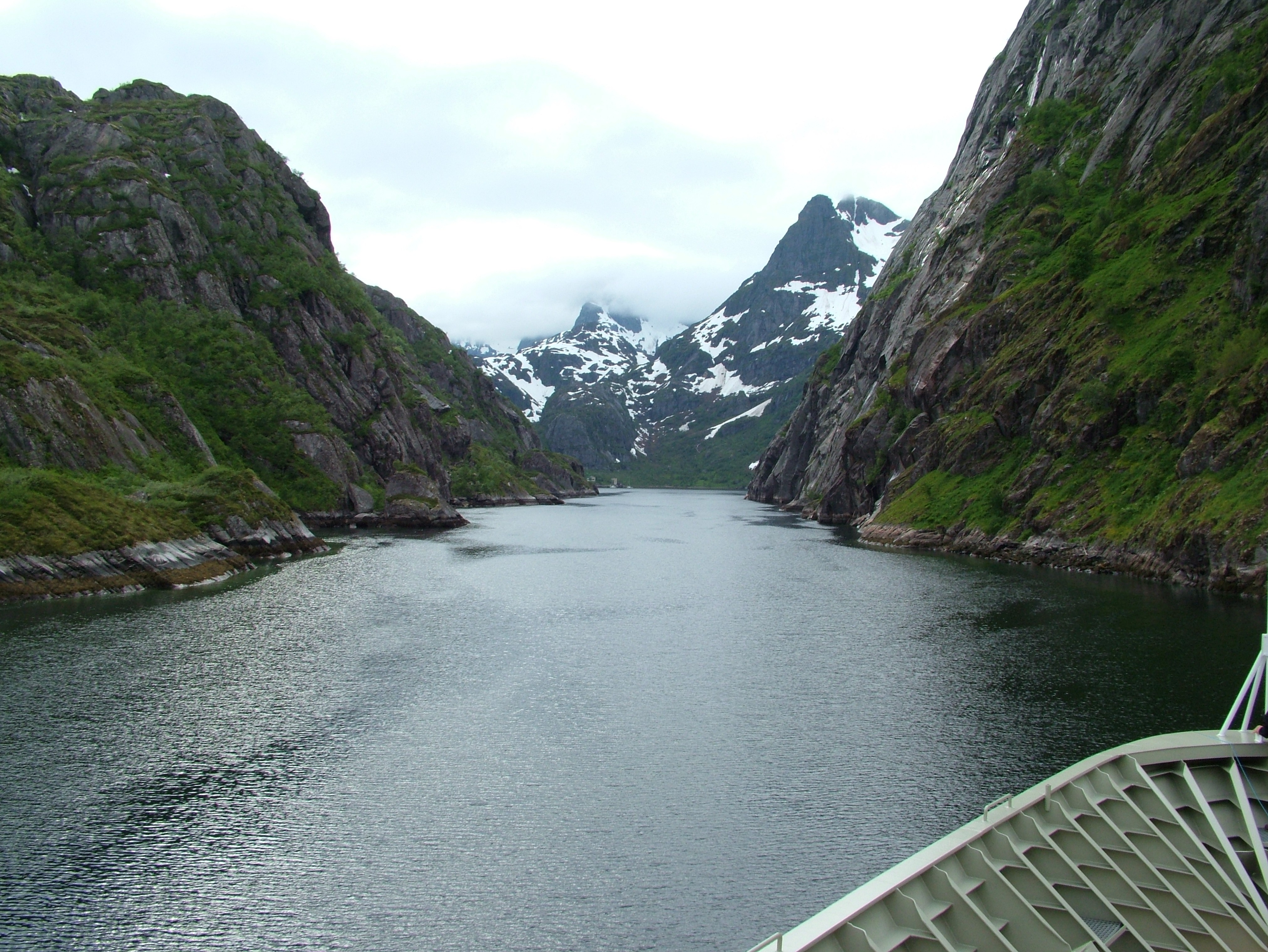
Trollfjord a Vesterålen

Les illes Vesterålen són un arxipèlag i una regió tradicional de Noruega, situat al nord de les illes Lofoten, a l'oceà Atlàntic. Formen part dels comtats de Nordland i Troms. Està formada per un grup d'illes que comprenen els municipis d'Andøy, Langøy, Hinnøy (la més gran), Sortland i Øksnes. L'arxipèlag està compost de diverses illes : Langøya, Andøya, Hadseløya i la part oriental d'Hinnøya. Hi ha nombroses d'altres petites illes.
El clima és marítim, amb hiverns suaus si considerem que aquest arxipèlag està al nord del cercle polar àrtic. A Stokmarknes (Hadsel), la mitjana de gener és -1,8 °C, la de juliol la mitjana a les 24 h és 12,3 °C, la mitjana anual és de 4,3 °C i la precipitació mitjana és de 1.220 mm, sent la tardor l'estació més mullada.
Tenen una extensió global d'uns 3 700 km². La població (uns 57 000 habitants) viu de la pesca i de la indústria que en deriva. Els centres principals són Harstad i Stokmarknes.

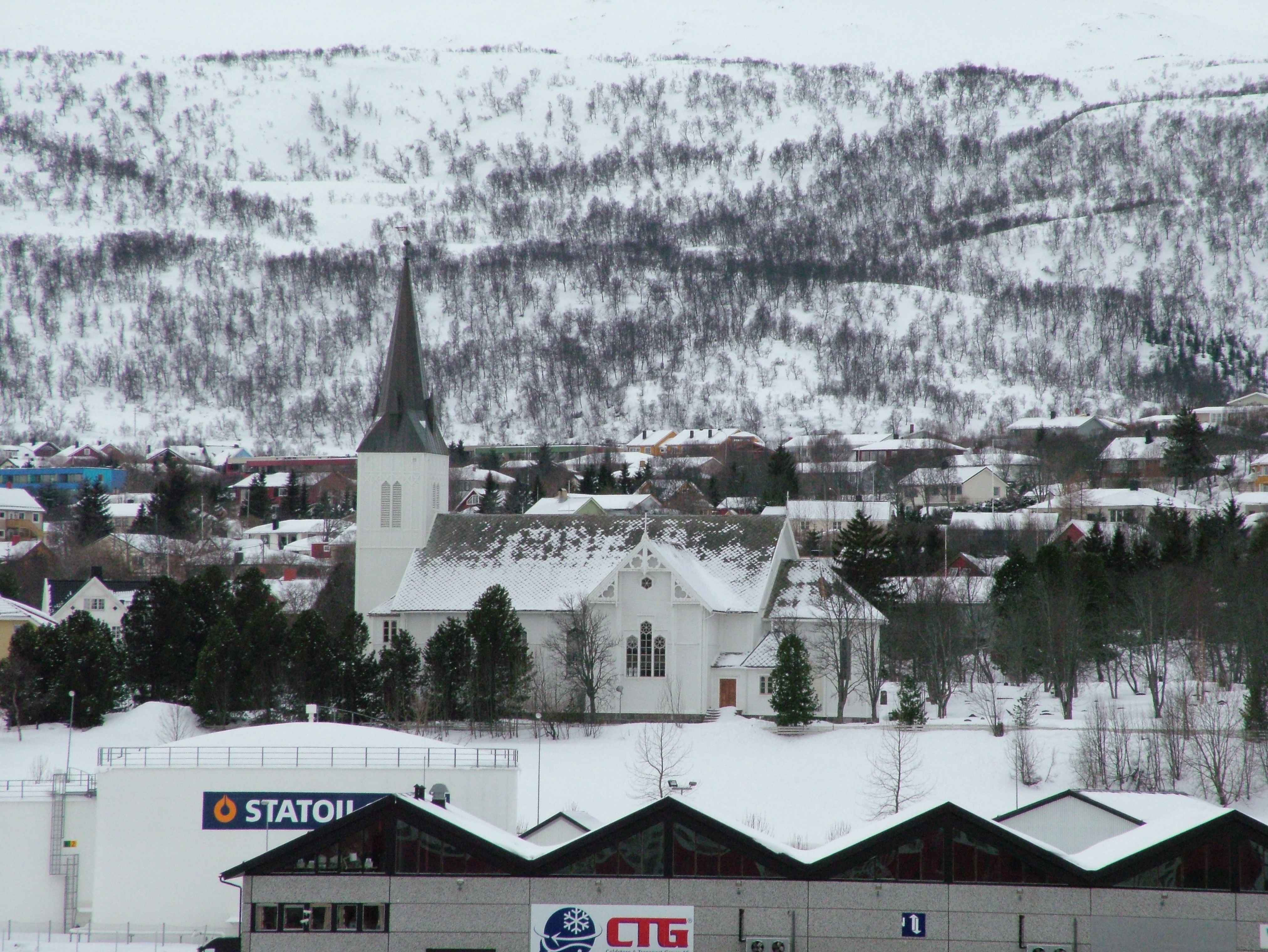
Sortland al mes de febrer

La ciutat més important és Sortland, però l'hospital regional es troba a prop de Stokmarknes. L'exprés costaner o Hurtigruten fa diverses parades a les illes Vesterålen. Hi ha dos aeroports regionals : Stokmarknes Airport, Skagen per als petits aparells, i Andenes Airport, a Andøya. Els guardacostes noruecs tenen la seva base més al nord, a Sortland (Kystvaktskvadron Nord). Un vaixell permet enllaçar a les illes Vesterålen (localitat de Melbu) amb la part nord-est dels Lofoten, en aproximadament 30 minuts.
Es pot accedir a les illes Vesterålen per carretera per Narvik sobre la costa noruega, les illes estan connectades entre elles i amb la costa per ponts.

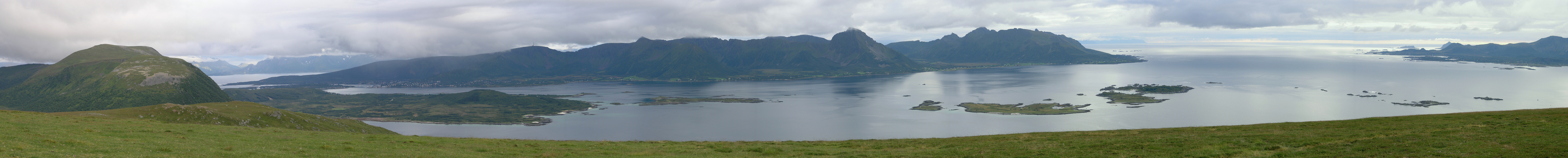
Panoràmica de Vesterålen a Stokmarknes